# Combinado nórdico nos Jogos Olímpicos de Inverno de 2014
As competições de combinado nórdico nos Jogos Olímpicos de Inverno de 2014 foram realizadas no Centro de Saltos RusSki Gorki localizado na Clareira Vermelha, em Sóchi. Os três eventos ocorreram entre 12 e 20 de fevereiro.

## Programação
A seguir está a programação da competição para os três eventos da modalidade.
Horário local (UTC+4).
| Data            | Horário | Evento                                  |
| --------------- | ------- | --------------------------------------- |
| 12 de fevereiro | 13:30   | Individual pista normal – saltos        |
| 12 de fevereiro | 16:30   | Individual pista normal – cross-country |
| 18 de fevereiro | 12:30   | Individual pista longa – saltos         |
| 18 de fevereiro | 15:00   | Individual pista longa – cross-country  |
| 20 de fevereiro | 11:00   | Equipes pista longa – saltos            |
| 20 de fevereiro | 14:00   | Equipes pista longa – cross-country     |

## Medalhistas
| Evento                                         | Ouro                                                                | Prata                                                                    | Bronze                                                                   |
| ---------------------------------------------- | ------------------------------------------------------------------- | ------------------------------------------------------------------------ | ------------------------------------------------------------------------ |
| Individual (pista normal 90m + 10 km) detalhes | Eric Frenzel GER Alemanha                                           | Akito Watabe JPN Japão                                                   | Magnus Krog NOR Noruega                                                  |
| Individual (pista longa 120m + 10 km) detalhes | Jørgen Graabak NOR Noruega                                          | Magnus Moan NOR Noruega                                                  | Fabian Rießle GER Alemanha                                               |
| Equipes (pista longa 120m + 4x5km) detalhes    | Jørgen Graabak Håvard Klemetsen Magnus Krog Magnus Moan NOR Noruega | Eric Frenzel Björn Kircheisen Fabian Rießle Johannes Rydzek GER Alemanha | Christoph Bieler Bernhard Gruber Lukas Klapfer Mario Stecher AUT Áustria |

## Quadro de medalhas
| Ordem | País         | Medalha de ouro | Medalha de prata | Medalha de bronze |   | Ordem por total |
| ----- | ------------ | --------------- | ---------------- | ----------------- | - | --------------- |
| 1     | NOR Noruega  | 2               | 1                | 1                 | 4 | 1               |
| 2     | GER Alemanha | 1               | 1                | 1                 | 3 | 2               |
| 3     | JPN Japão    |                 | 1                |                   | 1 | 3               |
| 4     | AUT Áustria  |                 |                  | 1                 | 1 | 3               |
| TOTAL | TOTAL        | 3               | 3                | 3                 | 9 | —               |